# LEGO Mindstorms NXT

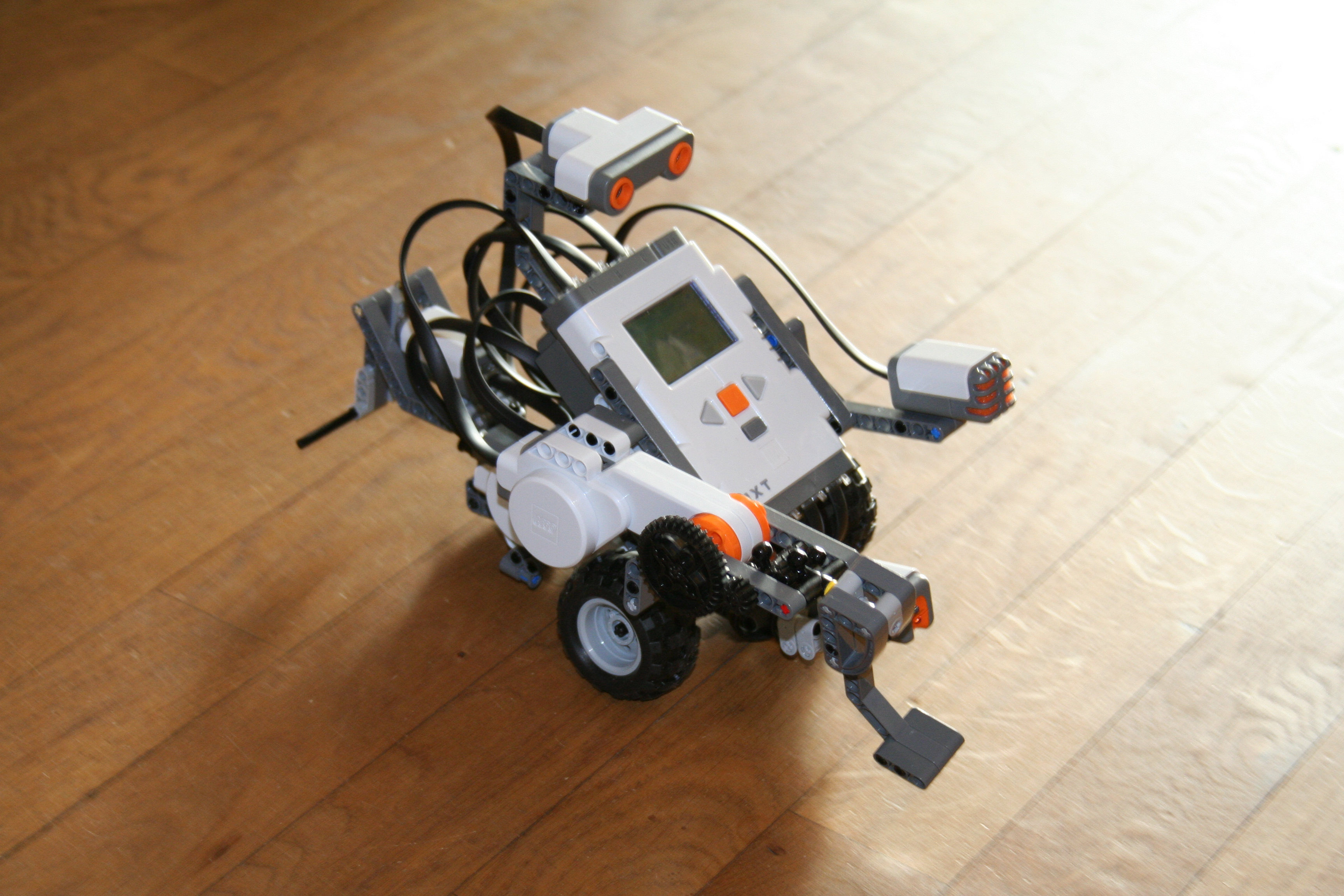
Um robô construído com o módulo NXT e sensores.

LEGO Mindstorms NXT é uma linha do brinquedo LEGO, lançada comercialmente em 2006, voltada para a Educação tecnológica.

## Visão geral
No dia 4 de janeiro de 2006, na feira Consumer Electronics Show em Las Vegas, nos Estados Unidos da América, a LEGO apresentou ao público a nova geração do Mindstorms. Lançada comercialmente em agosto desse ano, o ..Mindstorms NXT constitui-se numa versão mais avançada, equipado com um processador mais potente, software próprio e sensores de luz, de toque e de som, permitindo a criação, programação e montagem de robôs com noções de distância, capazes de reagir a movimentos, ruídos e cores, e de executar movimentos com razoável grau de precisão.
Os novos modelos permitem que se criem não apenas estruturas, mas também comportamentos, permitindo a construção de modelos interativos, com os quais se aprendem conceitos básicos de ciência e de engenharia.
É sugerido o emprego do conjunto Mindstorms NXT 9797, composto por uma maleta com 431 peças, a saber: o bloco programável NXT, sensores, servo-motores, mesa giratória, bateria recarregável, conversor de energia, software de programação NXT e peças LEGO Technic como blocos, vigas, eixos, rodas, engrenagens e polias.
Os empregos didáticos abrangem as áreas de automação, controle, robótica, física, matemática, programação e projetos.

## Características
- Processador Atmel 32-bit ARM;
- Três portas de saída digital;

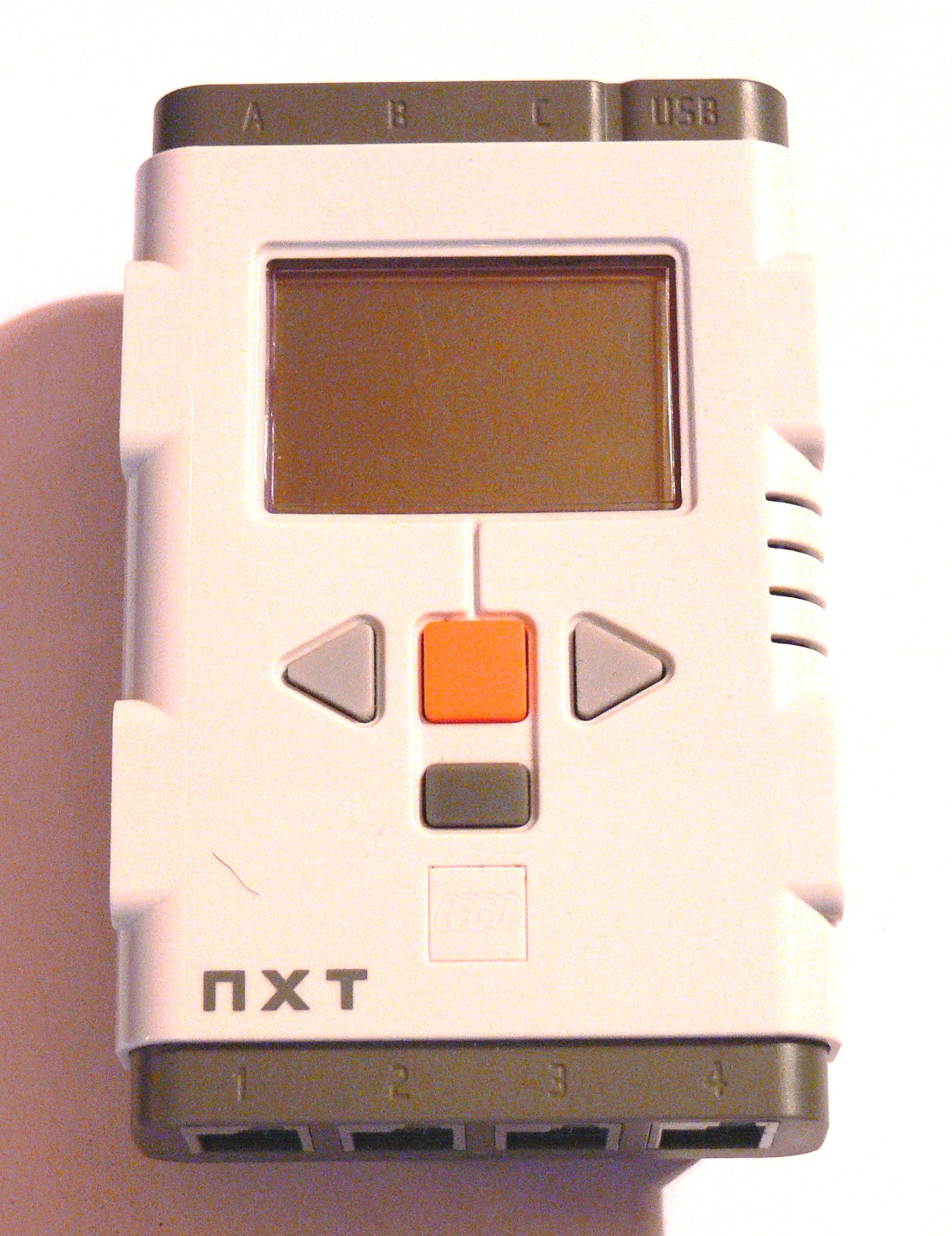
Módulo NXT.

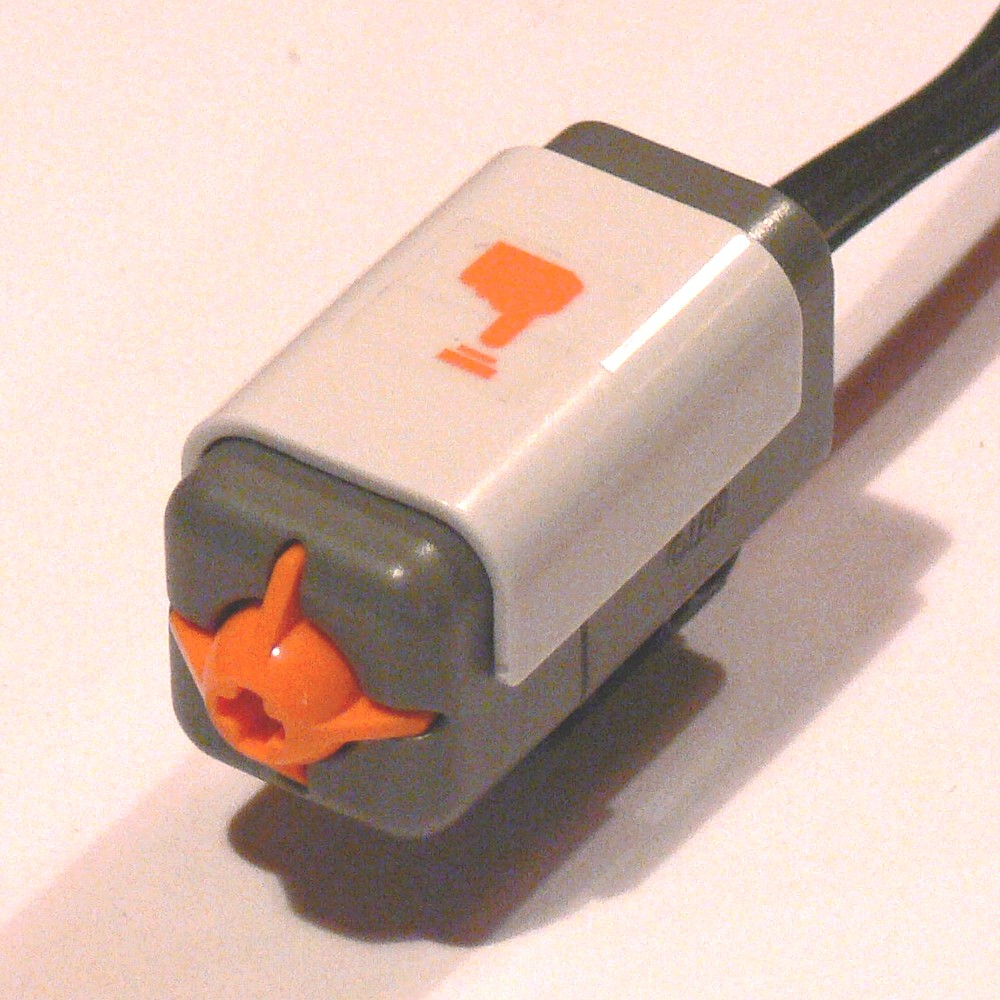
Sensor de tato.

- Quatro portas de entrada (uma IEC 61158, tipo 4);
- Display tipo matriz;
- Alto-falante;
- Bateria recarregável de lítio;
- Bluetooth;
- Porta de Comunicação USB 2.0;
- Três servo-motores interativos (com encoder acoplado);
- Quatro sensores: ultra-som, som, luz, cor e contato;
- Programa de computador intuitivo com uma versão LEGO do LabVIEW;
- Compatível com PCs e com MACs.